# Faust 5.0
Faust 5.0 és una pel·lícula espanyola del 2001 dirigida per Àlex Ollé, Isidro Ortiz i Carlus Padrissa. És la última part d'una trilogia dedicada a la figura de Faust. Les primeres dues eren F@ust 3.0 (originalment una obra) i La maledicció de Faust (originalment una òpera). Totes tres foren desenvolupades a la pantalla per La Fura dels Baus, un grup de teatre experimental de Barcelona Barcelona. Ha estat doblada al català i emesa per TV3 el 9 d'octubre de 2004.

## Argument
En una convenció mèdica, el doctor Faust (Miguel Ángel Solá) es troba amb un antic pacient anomenat Santos (Eduard Fernández). Aquest guiarà a Fausto en un viatge al·lucinant en el qual els desitjos de Fausto són ordres per a Santos. El pacient és un ésser groller, malvat i seductor. És per això que haurà de lluitar perquè els seus propis desitjos no es girin en contra seva en una ciutat futurista i caòtica...

## Repartiment
- Miguel Ángel Solá - Faust
- Eduard Fernández - Santos
- Najwa Nimri - Julia
- Raquel González - Margarita
- Juan Fernández - Quiroga
- Irene Montalà - Marta

## Premis
XVI Premis Goya
| Categoria    | Persona          | Resultat  |
| ------------ | ---------------- | --------- |
| Millor actor | Eduard Fernández | Guanyador |

Premi Sant Jordi de Cinematografia (2001)
- Millor actor Eduard Fernández[6]

Premi Méliès d'Or, 2002 per la millor pel·lícula fantàstica europea
- Millor pel·lícula al Fantasporto 2002[8]
- Gran Premi, Festival Internacional de Cinema Fantàstic de Gérardmer 2002[8]